# Vauquelinia
Vauquelinia je rod ružovki iz podtribusa Lindleyinae, dio tribusa Maleae.. Na popisu su 3 ili 4 vrste drveća sa jugozapada SAD–a i Meksika.
Rod je opisan u Plantae Aequinoctiales 1(6): 140–142, pl. 40. 1807. Nema sinonima.

## Vrste
1. Vauquelinia angustifolia Rydb.; možda sinonim za V. corymbosa subsp. angustifolia (Rydb.) W.J.Hess & Henrickson
2. Vauquelinia australis Standl.
3. Vauquelinia californica (Torr.) Sarg.
4. Vauquelinia corymbosa Corrêa ex Bonpl.